# Саввичев, Леонид Владимирович
Леонид Владимирович Са́ввичев (1914—1951) — советский инженер-конструктор. Создатель ПАС-1 — прибора, автоматически раскрывающего парашют (поступил на вооружение армии в 1940 году).

## Биография
Об изобретении Саввичева с благодарностью отзывались парашютисты:

Прибор Леонида Саввичева предохранял воздушного спортсмена пусть от очень редких, но возможных ошибок летчика.
Представьте себе, что летчик ошибся и «выбросил» вас для выполнения прыжка с задержкой раскрытия парашюта с высоты не пять тысяч метров, а четыре. По расчету же вы должны падать, не раскрывая парашюта, четыре тысячи метров. Если при этом вы будете проверять время своего падения по секундомеру, а точность вашего отсчета гарантирует прибор-автомат, действующий по принципу часового механизма, то… парашют может раскрыться у самой земли или вообще не успеть раскрыться. Прибор же ПАС-1, сконструированный Леонидом Саввичевым, все равно раскрыл бы парашют в тысяче метров над землей и прекратил свободное падение. — В. Г. Романюк 
«Заметки парашютиста-испытателя»
После Великой Отечественной войны он совместно с конструкторами братьями Дорониными сконструировал новый прибор, в котором были объединены часовой механизм и анероид, что сыграло большую роль в развитии советского парашютизма.
На Втором Московском приборостроительном заводе с 1950 года производились приборы АД-3(имеющий часовой механизм)и КАП-3 (комбинированный автомат парашютный).
Л. В. Саввичев был инженером-конструктором серийно-конструкторского отдела, в разработке приборов участвовал старший офицер Военно-Воздушных войск Н. Д. Доронин.

## Награды и премии
- Сталинская премия третьей степени (1950) — за работу в области авиационной техники
- орден «Знак Почёта»[источник не указан 871 день]